# Инђија
Инђија је градско насеље у Србији и седиште истоимене општине у Сремском управном округу. Према попису из 2022. било је 24.450 становника. Налази се на истоку Срема, између Београда и Новог Сада.
Инђија административно припада Сремском округу у Војводини. Инђија је железничка раскрсница Срема. Кроз Инђију пролази железничка пруга Београд—Нови Сад—Суботица, те Београд—Стара Пазова—Рума—Сремска Митровица. Поред Инђије пролази и међународни ауто-пут Београд—Нови Сад—Суботица—Будимпешта.
Од реке Дунав и насеља Стари Сланкамен, удаљена је 19 км. Од аеродрома Никола Тесла удаљена је око 40 km.
Клима је умерено континентална. Највиша средња годишња температура ваздуха је у јулу и августу, и износи 22 °C, док је најнижа средња годишња температура ваздуха у јануару, -1 °C.

## Географија
Инђија се налази на јужној страни Фрушке горе на средини пута између Београда и Новог Сада. Од Руме је удаљена 25 км, а од Сремских Карловаца 23 км.

## Историја
Инђију први пут помиње деспот Јован Бранковић 1496. године, али сасвим сигурно је да су људи овде живели пре 1455. Док је била под влашћу Османског царства, у Инђији су живели претежно Срби. 1717. године, Инђијом је завладала Хабзбуршка династија, па је град постао феудална област под Марком Пејачевићем.
Средњовековна Инђија била је смештена нешто северније од данашње. Данашњу Инђију основали су Срби из Бешке и насеља Патка код Крчедина 1746, када је град бројао 60 кућа. 1791. године, град већ броји 122 куће и 1.054 становника. Почетком XIX века, Немци и Чеси насељавају Инђију, а крајем истог века долазе и Мађари.
Развој Инђије је уско повезан и са развојем железничке инфраструктуре, која се развила 1883. године из три правца: од Суботице са севера, од Сремске Митровице преко Руме са запада, те од Београда са југоистока. Тако је Инђија постала железничка раскрсница Срема, као и целе Војводине.
Различити рајмови почели су да се одржавају почетком XIX века, у време када је основана државна поштанска служба.
Телеграф почиње да ради у Инђији 1850. године, а поштански пренос новца започет је 1886. године.
Прва банка је основана 1897. године, као и прва трговачка школа.
Прва електрана у Инђији почиње са радом 1911. године.
Индустријски напредак у Инђији је започет оснивањем млинова средином XIX века. Први већи млин на пару, капацитета од десет возила пшенице на дан, направила је компанија из Будимпеште, 1890. године. После млинова, следиле су разне фабрике.
Традиција производње намештаја и тепиха, започета је 1876. године. На почетку XX века, основана је позната фабрика за производњу крзна.
У овом периоду Инђија постаје традиционална одредница за трговину и центар успешних трговинских компанија.
Први модеран пут у Србији, пролазио је кроз Инђију још 1939. године.
Између два светска рата, Инђија је била најразвијеније место у Војводини, као и духовни и културни центар Немаца у Сремском региону. После 1944. године и нових сеоба, Инђија поново постаје насељена углавном Србима.
Након Другог светског рата, основане су многе нове фабрике, за широку производњу; од прехрамбених производа, текстила, грађевинског материјала, па до индустрије за обраду метала. Шездесетих година XX века, у Инђији нагло расте број малих и средњих предузећа.

## Привреда
Развијена је пољопривреда, затим прерада пшенице, воћа и поврћа. Значајно учешће има гумарска, а нешто мање металска индустрија. Индустријски развој је знатно повезан са повољним географским положајем Инђије и добрим железничким и друмским везама.
Данас је општина Инђија једна од најразвијенијих општина Србије. Доминантне привредне гране су пољопривреда, индустрија, мала привреда (производно и услужно занатство), трговина и туризам. Инђија је такође један од најуспешнијих градова у Србији по питању привредног развоја, која важи за изванредну одредницу за привредна улагања (инвестиције).
Почетком 2008. године магазин „Фајненшел тајмз (Financial Times)" доделио је награду општини Инђија и сврстао је на листу 25 најбољих европских дестинација за страна улагања.
На конкурсу „Европски градови и региони будућности“ коју традиционално расписује магазин "FDI Intelligence", део Financial Times-а који анализира тржишта и пружа вредне информације онима који промовишу своју локацију, траже нову бизнис локацију или само анализирају трендове, општина Инђија је почетком марта 2012. проглашена другом најбољом дестинацијом у Европи када је у питању ефективност трошкова улагања.
Неке од компанија које су инвестирале и инвестирају у Инђију су: Грундфос, Thyssenkrupp, Хенкел, Метал Цинкара, Embassy group, Гас Тех, Fashion Park Outlet Centar, Монбат, Енергозелена, ИГБ, Индофуд, Пламен...

## Туризам
Многобројни културно-историјски споменици, од праисторије до новијег времена, сведоче о бурној прошлости овог подручја. Иако насељеност територије општине датира из праисторије, први писани подаци о самом насељу Инђија потичу из средине 20. века. Остаци римских и средњовековних утврђења и споменик Сланкаменачкој бици говоре о стратешком значају овог подручја уз Дунав, који је кроз историју представљао границу различитих империја.
Урбано језгро Инђије потиче са краја 19. и почетка 20. века, из периода индустријског развоја и периода насељавања становника немачке националности, када настају зграда Општинске управе, кућа Војновића, Римокатоличка црква светог Петра, зграда Жупног двора и градске куће са уличним фасадама еклектички обликованим са елементима барока, класицизма, сецесије и неоренесансе. Нешто раније настаје црква Ваведења пресвете Богородице која по својим пропорцијама спада међу најлепше и најскладније грађевине у Срему сачуване из 18. века.
Инђија, као центар једне од најразвијенијих и најуређенијих општина у земљи, захваљујући свом убрзаном развоју данас је прерасла у модерно уређену урбану средину.
Својом новом пешачком зоном са монументалним тргом, модерном зградом Културног центра, цветним аранжманима и урбаним мобилијаром, Инђија гради имиџ европског града по мери савременог човека.
Инђија поседује градски базен са теренима за одбојку и мали фудбал. Базен је отворен за посетиоце током летњих месеци.

## Локална самоуправа
На изборима 2020. године, према резултатима гласања и броју добијених гласова листе су освојиле следећи број мандата:
1. "Александар Вучић - За нашу децу" 25 мандата
2. Група грађана "Инђија и ти" 5 мандата
3. Социјалистичка партија Србије 3 мандата
4. Група грађана "ГрађанИН" 3 мандата
5. Српска радикална странка 1 мандат

Председник општине Инђија је Владимир Гак из Српске напредне странке.

## Знаменитости Инђије
1. Дворац грофа Пејачевића — дворац се налази у Јарковцима, и под заштитом је државе. Налази се у јако тешком стању. Није отворен за посетиоце!
2. Летњиковац Пејачевића — летњиковац се налази у насељу Јарковци недалеко од Инђије. Није отворен за посетиоце!
3. Вила Станковић — налази се у насељу Чортановци. Није отворена за посетиоце!
4. Дворац грофа Грабовачког — налази се у центру Инђије. У дворцу и дан данас живи породица Грабовачки па са тим и није отворена за посетиоце.
5. Кућа Војновића — кућа некадашњег велепоседника Ђорђа Војновића. Кућа је данас претворена у музеј и отворена је за посетиоце.
6. Римокатоличка црква Светог Петра — налази се у самом центру Инђије. Отворена!
7. Православна црква Ваведења Пресвете Богородице — налази се недалеко од центра града. Отворена!
8. Културни центар Инђија — изграђен на темељима некадашњег Соколског дома. Данас отворен за посетиоце!
9. Железничка станица Инђија, датира још из XIX века.
10. Споменик битке код Сланкамена - битка се одиграла 19. августа 1691. године,а споменик је подигнут на истом месту 1892. године.
11. Споменик Милунки Савић подигнут 2018. године.
12. Српска православна црква Светог цара Константина и царице Јелене подигнута почетком 21. века.
13. Споменик Краљу Петру Првом Карађорђевићу преко пута железничке станице.
14. Споменик Краљици Марији Карађорђевић преко пута железничке станице.

## Школство (Образовање)
У Инђији постоје 13 основних и 3 средњих школа. Школе су:
- ОШ „Душан Јерковић“ Инђија (школа има истурено одељење у насељу Јарковци)
- ОШ „Петар Кочић“ Инђија (школа има истурено одељење у насељу Љуково)
- ОШ „Јован Поповић“ Инђија
- ОШ „Браћа Груловић“ Бешка
- ОШ „Ружа Ђурђевић Црна“ Чортановци
- ОШ „Слободан Бајић Паја“ Нови Карловци
- ОШ „ДР Ђорђе Натошевић“ Нови Сланкамен (школа има истурено одељење у насељу Стари Сланкамен)
- ОШ "22. јул“ Крчедин
- ОШ „Бранко Радичевић“ Марадик

Средње школе:
- СШ „ДР Ђорђе Натошевић“ Инђија 4 смера — 8 образовних профила: туристички техничар, конобар, кувар, техничар моделар одеће, женски фризер, мушки фризер, економски техничар, комерцијалиста-оглед.
- ТШ „Михајло Пупин“ Инђија 3 смера — 9 образовних профила: машински техничар за компјутерско конструисање, инсталатер, механичар хидраулике и пнеуматике, аутомеханичар, електротехничар рачунара, електромеханичар за термичке и расхладне уређаје, електроинсталатер, техничар друмског саобраћаја и возач моторних возила.
- Гимназија Инђија — 2 смера — природно-математички и друштвено језички смер.

## Саобраћај у Инђији
У Инђији постоји следеће врсте превоза путника:
- Градски саобраћај — две линије А, Б (Насеље Инђија)
- Приградски саобраћај — две линије А, Б (Цела општина)
- Железнички саобраћај — једна линија која обухвата следеће станице: Инђија село, Инђија главна, Инђија пустара, Бешка, Чортановци, Чортановци дунав и Карловачки виногради. Железнички саобраћај се спроводи на прузи Загреб — Будимпешта и Београд — Будимпешта. Превоз обављају редовни возови железница Србије. Нпр: воз из Београда креће према Новом саду и он тиме захвата деоницу Инђија главна — Карловачки виногради и самим тим он обавља превоз путника на наведеној релацији.

## Култура
Инђија као центар једне од најнапреднијих општина у Србији, захваљујући свом убрзаном развоју, прерастао је у модерну урбану средину. То је град богатог културног живота, у коме се током целе године организују бројна културна дешавања, са акцентом на музичке фестивале.
Инђија је позната као добар организатор великих догађаја као што је незаборавни концерт Ред Хот Цхили Пепперс и традиционални Сцена фест који из године у годину помера стандарде културе.

## Спорт
Инђија је град који негује спортски дух и културу живљења својих грађана али и пружа добродошлицу свима онима који се баве спортом или желе да своје време у Инђији проведу или употпуне бављењем спортским активностима.
У граду су одржане утакмице Европског првенства за младе у фудбалу 2011.
На улазу у Инђију из правца Новог Сада налази се спортско-рекреативна зона, где су смештени градски базен и терени за различите спортове као и спортска хала.

## Демографија
У насељу Инђија живи 21067 пунолетних становника, а просечна старост становништва износи 39,1 година (37,6 код мушкараца и 40,5 код жена). У насељу има 8323 домаћинства, а просечан број чланова по домаћинству је 3,15.
Ово насеље је углавном насељено Србима (према попису из 2011. године), а у последњем попису, примећен је пад у броју становника.
|             | \| Демографија[3] \| Демографија[3] \| Демографија[3] \| \| Година \| Становника \| Становника \| \| -------------- \| -------------- \| -------------- \| \| 1948. \| 7.758 \| \| \| 1953. \| 8.566 \| \| \| 1961. \| 13.525 \| \| \| 1971. \| 17.892 \| \| \| 1981. \| 21.843 \| \| \| 1991. \| 23.061 \| 22.394 \| \| 2002. \| 26.247 \| 27.293 \| \| 2011. \| 26.025 \| \| \| 2022. \| 24.450 \| \| |            |
| Демографија | |            |
| Година      | Становника | Становника |
| 1948.       | 7.758 |            |
| 1953.       | 8.566 |            |
| 1961.       | 13.525 |            |
| 1971.       | 17.892 |            |
| 1981.       | 21.843 |            |
| 1991.       | 23.061 | 22.394     |
| 2002.       | 26.247 | 27.293     |
| 2011.       | 26.025 |            |
| 2022.       | 24.450 |            |

| Етнички састав према попису из 2022.‍ | Етнички састав према попису из 2022.‍ | Етнички састав према попису из 2022.‍ | Етнички састав према попису из 2022.‍ | Етнички састав према попису из 2022.‍ |
| ------------------------------------ | ------------------------------------ | ------------------------------------ | ------------------------------------ | ------------------------------------ |
|                                      |                                      |                                      |                                      |                                      |
| Срби                                 | Срби                                 |                                      | 21.720                               | 88,83%                               |
| Хрвати                               | Хрвати                               |                                      | 292                                  | 1,19%                                |
| Украјинци                            | Украјинци                            |                                      | 212                                  | 0,87%                                |
| Мађари                               | Мађари                               |                                      | 129                                  | 0,53%                                |
| непознато                            | непознато                            |                                      | 1.637                                | 6,69%                                |
| остали                               | остали                               |                                      | 51                                   | 1,8%                                 |

| Етнички састав према попису из 2011.‍ | Етнички састав према попису из 2011.‍ | Етнички састав према попису из 2011.‍ | Етнички састав према попису из 2011.‍ | Етнички састав према попису из 2011.‍ |
| ------------------------------------ | ------------------------------------ | ------------------------------------ | ------------------------------------ | ------------------------------------ |
|                                      |                                      |                                      |                                      |                                      |
| Срби                                 | Срби                                 |                                      | 23.227                               | 89,25%                               |
| Хрвати                               | Хрвати                               |                                      | 458                                  | 1,75%                                |
| Роми                                 | Роми                                 |                                      | 426                                  | 1,64%                                |
| Украјинци                            | Украјинци                            |                                      | 349                                  | 1,34%                                |
| Мађари                               | Мађари                               |                                      | 188                                  | 0,72%                                |
| Црногорци                            | Црногорци                            |                                      | 117                                  | 0,45%                                |
| Југословени                          | Југословени                          |                                      | 104                                  | 0,40%                                |
| Македонци                            | Македонци                            |                                      | 53                                   | 0,20%                                |
| Словаци                              | Словаци                              |                                      | 52                                   | 0,20%                                |
| Словенци                             | Словенци                             |                                      | 31                                   | 0,12%                                |
| Немци                                | Немци                                |                                      | 19                                   | 0,07%                                |
| Муслимани                            | Муслимани                            |                                      | 16                                   | 0,06%                                |
| Бугари                               | Бугари                               |                                      | 12                                   | 0,05%                                |
| Руси                                 | Руси                                 |                                      | 11                                   | 0,04%                                |
| Албанци                              | Албанци                              |                                      | 8                                    | 0,03%                                |
| Бошњаци                              | Бошњаци                              |                                      | 7                                    | 0,03%                                |
| Румуни                               | Румуни                               |                                      | 7                                    | 0,03%                                |
| Буњевци                              | Буњевци                              |                                      | 6                                    | 0,02%                                |
| Власи                                | Власи                                |                                      | 3                                    | 0,01%                                |
| Русини                               | Русини                               |                                      | 1                                    | 0,00%                                |
| нису се изјаснили                    | нису се изјаснили                    |                                      | 843                                  | 3,24%                                |
| регионална припадност                | регионална припадност                |                                      | 292                                  | 1,12%                                |
| непознато                            | непознато                            |                                      | 111                                  | 0,43%                                |
| остали                               | остали                               |                                      | 51                                   | 0,20%                                |

| \| \| м \| \| \| ж \| \| ? \| 71 \| \| \| 78 \| \| 80+ \| 112 \| \| \| 261 \| \| 75—79 \| 191 \| \| \| 467 \| \| 70—74 \| 475 \| \| \| 661 \| \| 65—69 \| 710 \| \| \| 833 \| \| 60—64 \| 724 \| \| \| 820 \| \| 55—59 \| 579 \| \| \| 623 \| \| 50—54 \| 987 \| \| \| 1.018 \| \| 45—49 \| 1.172 \| \| \| 1.192 \| \| 40—44 \| 963 \| \| \| 1.004 \| \| 35—39 \| 865 \| \| \| 946 \| \| 30—34 \| 836 \| \| \| 882 \| \| 25—29 \| 898 \| \| \| 938 \| \| 20—24 \| 1.015 \| \| \| 928 \| \| 15—19 \| 1.046 \| \| \| 902 \| \| 10—14 \| 767 \| \| \| 796 \| \| 5—9 \| 731 \| \| \| 690 \| \| 0—4 \| 563 \| \| \| 503 \| \| Просек : \| 37,6 \| \| \| 40,5 \| |       |  |  |       |
| |       |  |  |       |
| | м     |  |  | ж     |
| ? | 71    |  |  | 78    |
| 80+ | 112   |  |  | 261   |
| 75—79 | 191   |  |  | 467   |
| 70—74 | 475   |  |  | 661   |
| 65—69 | 710   |  |  | 833   |
| 60—64 | 724   |  |  | 820   |
| 55—59 | 579   |  |  | 623   |
| 50—54 | 987   |  |  | 1.018 |
| 45—49 | 1.172 |  |  | 1.192 |
| 40—44 | 963   |  |  | 1.004 |
| 35—39 | 865   |  |  | 946   |
| 30—34 | 836   |  |  | 882   |
| 25—29 | 898   |  |  | 938   |
| 20—24 | 1.015 |  |  | 928   |
| 15—19 | 1.046 |  |  | 902   |
| 10—14 | 767   |  |  | 796   |
| 5—9 | 731   |  |  | 690   |
| 0—4 | 563   |  |  | 503   |
| Просек : | 37,6  |  |  | 40,5  |

| Година пописа     | 1948. | 1953. | 1961. | 1971. | 1981. | 1991. | 2002. |
| ----------------- | ----- | ----- | ----- | ----- | ----- | ----- | ----- |
| Број домаћинстава | 2.124 | 2.314 | 3.721 | 5.097 | 6.698 | 7.137 | 8.323 |

| Број чланова      | 1     | 2     | 3     | 4     | 5   | 6   | 7   | 8  | 9  | 10 и више | Просек |
| ----------------- | ----- | ----- | ----- | ----- | --- | --- | --- | -- | -- | --------- | ------ |
| Број домаћинстава | 1.292 | 1.840 | 1.682 | 2.121 | 843 | 379 | 113 | 27 | 19 | 7         | 3,15   |

| Пол    | Укупно | Неожењен/Неудата | Ожењен/Удата | Удовац/Удовица | Разведен/Разведена | Непознато |
| ------ | ------ | ---------------- | ------------ | -------------- | ------------------ | --------- |
| Мушки  | 10.644 | 3.573            | 6.324        | 402            | 279                | 66        |
| Женски | 11.553 | 2.646            | 6.369        | 1.921          | 565                | 52        |
| УКУПНО | 22.197 | 6.219            | 12.693       | 2.323          | 844                | 118       |

| Пол    | Укупно                    | Пољопривреда, лов и шумарство | Рибарство                            | Вађење руде и камена | Прерађивачка индустрија       |
| ------ | ------------------------- | ----------------------------- | ------------------------------------ | -------------------- | ----------------------------- |
| Мушки  | 4.796                     | 328                           | 1                                    | 9                    | 1.623                         |
| Женски | 3.510                     | 181                           | 0                                    | 7                    | 944                           |
| Укупно | 8.306                     | 509                           | 1                                    | 16                   | 2.567                         |
|        |                           |                               |                                      |                      |                               |
| Пол    | Производња и снабдевање   | Грађевинарство                | Трговина                             | Хотели и ресторани   | Саобраћај, складиштење и везе |
| Мушки  | 89                        | 246                           | 613                                  | 128                  | 467                           |
| Женски | 23                        | 39                            | 771                                  | 100                  | 103                           |
| Укупно | 112                       | 285                           | 1.384                                | 228                  | 570                           |
|        |                           |                               |                                      |                      |                               |
| Пол    | Финансијско посредовање   | Некретнине                    | Државна управа и одбрана             | Образовање           | Здравствени и социјални рад   |
| Мушки  | 33                        | 86                            | 347                                  | 113                  | 101                           |
| Женски | 63                        | 93                            | 166                                  | 296                  | 385                           |
| Укупно | 96                        | 179                           | 513                                  | 409                  | 486                           |
|        |                           |                               |                                      |                      |                               |
| Пол    | Остале услужне активности | Приватна домаћинства          | Екстериторијалне организације и тела | Непознато            | Непознато                     |
| Мушки  | 135                       | 0                             | 1                                    | 476                  | 476                           |
| Женски | 108                       | 1                             | 1                                    | 229                  | 229                           |
| Укупно | 243                       | 1                             | 2                                    | 705                  | 705                           |

## Познати Инђинчани
- Свети Арсеније Сремац, други српски архиепископ
- Мирослав Радуљица, кошаркаш
- Дејан Георгијевић, фудбалер
- Божидар Антуновић, атлетичар
- Ђорђе Војновић, велепоседник и преводилац
- Светислав Миша Здравковић, вајар
- Вишња Николић, графичарка
- Вера Панчић, певачица
- Сузана Ћирић, атлетичарка
- Антун Херцег, фудбалер
- Зоран Јанковић, фудбалски репрезентативац Бугарске
- Никита Миливојевић, позоришни редитељ
- Љиљана Дугалић, књижевница
- Ђорђе Божовић Гишка, криминалац и спортиста

## Градови побратими
- Падерно Дуњано, Италија
- Ал-Салт, Јордан
- Ђевђелија, Република Македонија
- Охрид, Република Македонија

## Спорт
- ФК Инђија, клуб је основан 1933. и домаће утакмице игра на стадиону ФК Железничара.
- КК Железничар Инђија
- ФК Железничар Инђија
- РК Железничар Инђија

### Мапе и карте
- Мапе, аеродроми и временска ситуација локација (Fallingrain)
- Сателитска мапа[мртва веза]
- Гугл сателитска мапа
- План насеља на мапи (Mapquest)